# Município de Triangle (condado de Durham, Carolina do Norte)
Localização da Carolina do Norte nos E.U.A.
O município de Triangle (em inglês: Triangle Township) é um localização localizado no  condado de Durham no estado estadounidense da Carolina do Norte. No ano 2010 tinha uma população de 93.373 habitantes.

## Geografia
O município de Triangle encontra-se localizado nas coordenadas 35° 55′ 56,52″ N, 78° 55′ 40,03″ O.